# Hunde (peuple)
Pour les articles homonymes, voir Hunde.
Les Hunde sont une population de langue bantoue d'Afrique centrale vivant au centre-est de la république démocratique du Congo, près du lac Kivu et de la frontière rwandaise, également au Rwanda et au sud-ouest de l'Ouganda. Certains Bahunde vivent également au Rwanda et dans le sud-ouest de l'Ouganda. Ils sont environ 950 000 et parlent la langue hunde.

## Ethnonymie
Selon les sources et le contexte, on observe de multiples formes : Bahunde, Bahundes, Hundes, Kihunde, Kobi, Muhunde, Rukobi.

## Langue
Leur langue est le hunde, une langue bantoue dont le nombre de locuteurs était estimé à 200 000 en 1980.